# Mošenskoj rajon
Il Mošenskoj rajon (in russo Мошенской район?) è un rajon dell'Oblast' di Novgorod, nella Russia europea; il capoluogo è Mošenskoe. Istituito nel 1927, ricopre una superficie di 2.568,28 chilometri quadrati ed ospita una popolazione di circa 7.500 abitanti.